# Малиново (Могилёвская область)
Мали́ново (бел. Малінава) — деревня в составе Славковичского сельсовета Глусского района Могилёвской области Белоруссии.
До упразднения 20 ноября 2013 года Клетненского сельсовета входила в его состав.

## Население
- 1999 год — 62 человека
- 2009 год — 30 человек